# Tencent QQ
O Tencent QQ, originalmente chamado OICQ, é o programa de mensagem instantânea gratuito mais popular na China.
No "Ad Planner Top 1000 Sites", que registra os sites mais acessados do mundo, através do mecanismo de busca do Google, divulgado em junho de 2010, o QQ aparece como 9º colocado, com 170 milhões de visitas e um alcance global de 11%.

## Uso
Estima-se que haja mais de 800 milhões de usuários QQ na China. Em 5 de março de 2005, havia uma média de 9 milhões de pessoas online ao mesmo tempo no servidor da China continental.

### Fora da China
Fora da China, o uso do QQ é extremamente limitado, exceto na África do Sul, onde o programa tem sido usado pelo menos há três anos e inspirou uma canção popular da banda The Finkelsteins, chamada "QQ Me". O QQ só é usado por pessoas que querem se comunicar com pessoas dentro desses países. Exemplos incluem expatriados, estudantes de intercâmbio e pessoas que estudam mandarim.

### Versões
A versão mais recente do QQ é a QQ2009. A empresa Tencent periodicamente lança versões especiais do QQ relacionado a eventos como as Olimpíadas ou o ano novo chinês.

## Principais programas
A lista a seguir cita apenas alguns dos principais softwares do gênero, entre muitos existentes:
- MSN Messenger - Software do portal MSN;
- ICQ - Pioneiro na categoria;
- Yahoo! Messenger - Software mensageiro do portal Yahoo!;
- AIM - Da América On Line (AOL), agora integrado ao ICQ;
- Pidgin, Miranda IM e Trillian - Programas que emulam e unificam vários dos sistemas anteriores em um único aplicativo, rodando os diferentes protocolos ao mesmo tempo;
- aMSN - Software Livre utilizado na plataforma Linux, Windows e Macintosh que permite acesso à rede MSN com funcionalidades semelhantes;

O Google lançou sua própria versão de mensageiro instantâneo, denominado Google Talk, que inclui funcionalidades semelhantes ao Skype com recursos de VoIP sobre o protocolo Jabber.